# Tanacetum peucedanifolium
Tanacetum peucedanifolium — вид рослин з роду пижмо (Tanacetum) й родини айстрових (Asteraceae).

## Опис рослини
Рослина з каудексом, основи пагонів дерев'янисті. Сегменти останнього порядку листків лінійно-ланцетні.

## Середовище проживання
Поширений у Грузії й на Північному Кавказі (Росія). Росте на кам'янистих схилах, скелях і осипах.